# Zarós (dème)
Le dème de Zarós, en grec moderne : Δήμος Ζαρού, est une ancienne municipalité du district régional de Héraklion, en Crète, en Grèce. Il a existé entre 1999 et 2010. Depuis la réforme du gouvernement local de 2011, il fait partie du dème de Phaistos, dont il est devenu une unité municipale.
Situé au sud-ouest de Héraklion, il était basé dans le village de Zarós. Selon le recensement de 2001, l'ancien dème avait un total de 3 370 habitants et une superficie de 71 803 ha.